# بخش آتلانتا (شهرستان لوگان، ایلینوی)
بخش آتلانتا (به انگلیسی: Atlanta Township) یک منطقهٔ مسکونی در ایالات متحده آمریکا است که در شهرستان لوگان، ایلینوی واقع شده‌است.